# Polderburg
Het kasteel Polderburg was een waarschijnlijk fictief kasteel in de Nederlandse plaats Kethel, provincie Zuid-Holland. Er zijn geen bewijzen dat het kasteel daadwerkelijk heeft bestaan. De oudste vermeldingen dateren uit de tweede helft van de 17e eeuw, maar betreffen vermoedelijk een verzinsel van de toenmalige grondeigenaar Jacob Lois.

## Geschiedenis

### Proces om de Kleine Polder
Het kasteel wordt voor het eerst genoemd in 1653 in een document van Jacob Lois. Dit document maakt deel uit van processtukken over de Kleine Polder. Jacob Lois had in 1649 de Kleine Polder in bezit gekregen dankzij zijn huwelijk met Eva van Minnebeeck. Hij had echter regelmatig conflicten met de dijkgraaf over deze polder: de dijkgraaf was namelijk van mening dat de Kleine Polder een boezemland was dat in de winter gebruikt mocht worden om overtollig water op te lozen. Lois was het hier niet mee eens. Het conflict leidde in 1653 tot een proces tussen Lois en het Hoogheemraadschap van Delfland.
Vanwege het proces leverde Jacob Lois in 1653 een document aan waarin hij aantoonde dat de Kleine Polder een voormalig kasteelterrein was. Volgens Lois kwam uit oude kronieken namelijk naar voren dat de polder ooit de plaats was van het kasteel Polderburgh en daardoor altijd van goede dijken was voorzien. De Kleine Polder was volgens hem historisch gezien dus geen boezemland. 
Uit de beschrijving van Lois komt naar voren dat kasteel Polderburg in 1313 was gebouwd door Filips van Wassenaer. Bij de Hoekse en Kabeljauwse twisten in 1351 werd het slot verwoest, maar in 1387 vond de herbouw plaats door Dirk III van Wassenaer. Uiteindelijk volgde in 1489 de definitieve verwoesting van kasteel Polderburg door Delftenaren bij de Slag bij Overschie, tijdens de Jonker Fransenoorlog. In 1526 zou Maria van Wassenaer het kasteelterrein hebben verkocht aan Vincent Cornelisz, heer van Kethel. Lois gaf aan dat hij op het terrein zelfs een gevelsteen had gevonden met het jaartal 1313 en het wapen van de heren Van Wassenaer. 
Jacob Lois verloor echter het proces en moest de in 1652 reeds opgelegde boetes alsnog betalen.

### Verkoop van de Kleine Polder
In 1658 verkocht Lois het terrein aan Willem Nieupoort. Ook deze nieuwe eigenaar kreeg problemen met de dijkgraaf over de status van de polder. Nieupoort liet in 1666 in een notarieel document nog vastleggen dat er in voorgaande jaren fundamenten en bakstenen waren aangetroffen die volgens hem zouden wijzen op het verdwenen kasteel Polderburg.

## Twijfels
Er bestaan serieuze twijfels over het daadwerkelijke bestaan van kasteel Polderburg. Het zier er naar uit dat Jacob Lois het kasteel heeft verzonnen: zo blijken de door Lois vermelde kronieken helemaal niet te bestaan en komen de gevelsteen en de kasteelnaam als anachronistisch over. In de processtukken van 1653 trok de secretaris van het Hoogheemraadschap de kasteelbeschrijving van Lois overigens ook al in twijfel. 

Mogelijk heeft er op het terrein wel een gebouw gestaan, bijvoorbeeld het abtshuis Polre, hetgeen de vondst van oude bakstenen verklaart. 

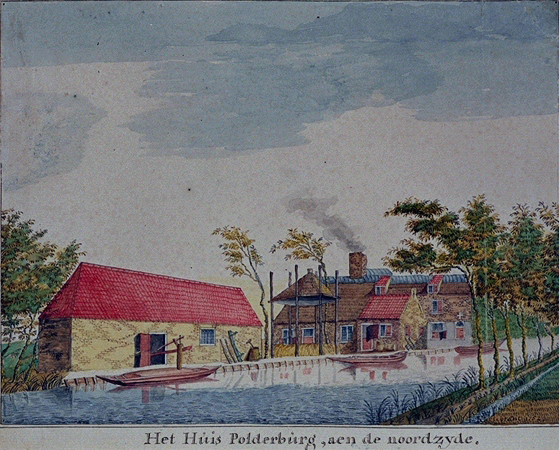
Huis Polderburg in 1752

### Kronieken?
Onderdeel van de processtukken van 1653 was de beschrijving van Jacob Lois van de historie van Polderburg. Lois noteerde in die beschrijving dat het kasteel Polderburg reeds stond vermeld in de aantekeningen van Simon van der Sluys en de kroniek van Willem van der Sluys. 
Simon van der Sluys was onder andere raadgever van Karel van Bourgondië en zou in 1472 een aantal aantekeningen hebben gemaakt over kastelen in de regio Rotterdam. Simon overleed echter zonder iets met de aantekeningen te hebben gedaan. Zijn neef Willem van der Sluys zou de aantekeningen alsnog hebben gebruikt bij het schrijven van zijn eigen kroniek in 1509. De informatie uit Willems kroniek vertoont echter diverse tegenstrijdigheden en onmogelijkheden. Zelfs het bestaan van Willem zelf komt over als twijfelachtig: hij komt alleen voor in zijn eigen kroniek en verder in geen enkele andere bron. Volgens zijn eigen levensbeschrijving bekleedde hij officiële (kerkelijke) functies, maar daarvan is niets in de archieven terug gevonden. Alles wijst er op dat Jacob Lois de aantekeningen van Simon, de kroniek van Willem en zelfs het bestaan van Willem geheel heeft verzonnen.
Het verhaal van kasteel Polderburg is in 1658 ook verschenen in de kroniek van Nicolaas Zas - een vriend van Jacob Lois -  en in 1672 in Lois' kroniek De Oude ware beschrijvinge van Schielandt.

### Abdij van Egmond
Het kasteel zou volgens Lois tot 1526 een bezit zijn geweest van de familie Van Wassenaer en daarna van Vincent Cornelisz. Uit de archieven blijkt echter dat het terrein tot uiterlijk 1578 eigendom was van de abdij van Egmond, waarna het in handen kwam van Delftse poortersfamilies.

### Gevelsteen
Jacob Lois meldde dat hij op het terrein een steen had gevonden met de inscriptie: Polderenburch Anno MCCCXIII. Op een andere steen stond volgens hem het wapen van de heren Van Wassenaer. Het was echter in de middeleeuwen nog niet gebruikelijk om een jaartal aan te brengen op de gevel van een gebouw. De spelling van Polderenburch lijkt evenmin te passen in de context van de 14e eeuw: in die periode zou de naam eerder als Polreburch zijn gespeld. De anachronistische inscripties lijken daarmee een verzinsel te zijn van Lois. Van de twee stenen is ook nooit een spoor teruggevonden.

### Naam
Tot aan 1661 werd het terrein in alle officiële documenten aangeduid als de Kleine Polder en niet als Polderburg. Pas vanaf 1661 raakte de officiële naam Kleine Polder op de achtergrond, vooral met dank aan eigenaar Willem van Nieupoort die het terrein consequent Polderburg noemde. 

### Zakelijke redenen?
De reden voor Jacob Lois om een kasteel te verzinnen, was waarschijnlijk zakelijk van aard. De Kleine Polder was waardevoller als deze geen last meer had van winterse overstromingen. Met een voorgeschiedenis als kasteelterrein van de aanzienlijke familie Van Wassenaer wilde hij aantonen dat de Kleine Polder van oudsher geen boezemland was, maar een bedijkt stuk land dat in de winter niet mocht overstromen.
In 1658 verkocht Lois de Kleine Polder aan Willem Nieupoort. De prijs die Nieupoort aan Lois betaalde was aan de hoge kant, waarschijnlijk vanwege de suggestie van Lois dat het om een voormalig kasteelterrein ging.
Abbenbroek · Abspoel · Adegeest · Slot Alkemade ·  Altena · Arkelsburg · Bellesteyn · Huis ten Berghe · Binckhorst · Binnenhof · Blijdestein · Te Blotinghe · Boekenburg · Boekhorst · Boshuysen · Bulgersteyn · Burcht (Leiden) · Burcht (Voorne) · Slot Capelle · Coebel · Cranenburg · Crayestein · Cronesteyn · Crooswijk · Develstein · 't Huys Dever · Dirks Steenhuis · Ter Does · Duivenstein · Duivenvoorde · Endegeest · Endepoel · Foreest · Giessenburg · Gravensteen · Groot Haesebroek · 's Heeraartsberg · Hof van Wateringen · Holy · Slot Honingen · Kasteel van de Heren van Arkel · Kasteel van Gouda · Keenenburg · Kasteel Keukenhof · Klein Poelgeest · Huis te Langerak · Langestein · Huis te Liesveld · Ter Lips · De Loo · Madeburcht · Marenburch · Meerburg · Huis te Merwede · Huis ter Mey · Kasteel van der Meye · Niemandsvriend · Noordeloos · Oud-Berendrecht · Oud-Poelgeest · Oud Teylingen · Paddenpoel · Persijn · Groot Poelgeest · Hof van Putten · Puttensteyn · Landgoed De Raephorst · Kasteel Ravesteyn · Kasteel van Rhoon · Rijnegom · Rijnenburg · Huis te Riviere · Rodenburg · Hofstad Rodenrijs · Rodenrijs · Rosenburgh · Huis Roucoop · Santhorst · Schelluinderberg · Schonenburg · Kasteel van Schoonhoven · Souburgh · Spangen · Starrenburg · Huis ter Specke · Steenvoorde · Stenevelt · Slot Teylingen · Den Toll · Torenvliet · Slot Valckesteyn · Huis ter Waard · Warmont · Ter Weer · Hof van Wena · Kasteel Westerbeek · Huis te Woude · Kasteel van IJsselmonde · 't Zand · Huis Zevender · Kasteel aan de Zevender · Zijlhof · Zonneveld · Huis Zuidwijk · Zwieten